# Vrijwaring van vrees

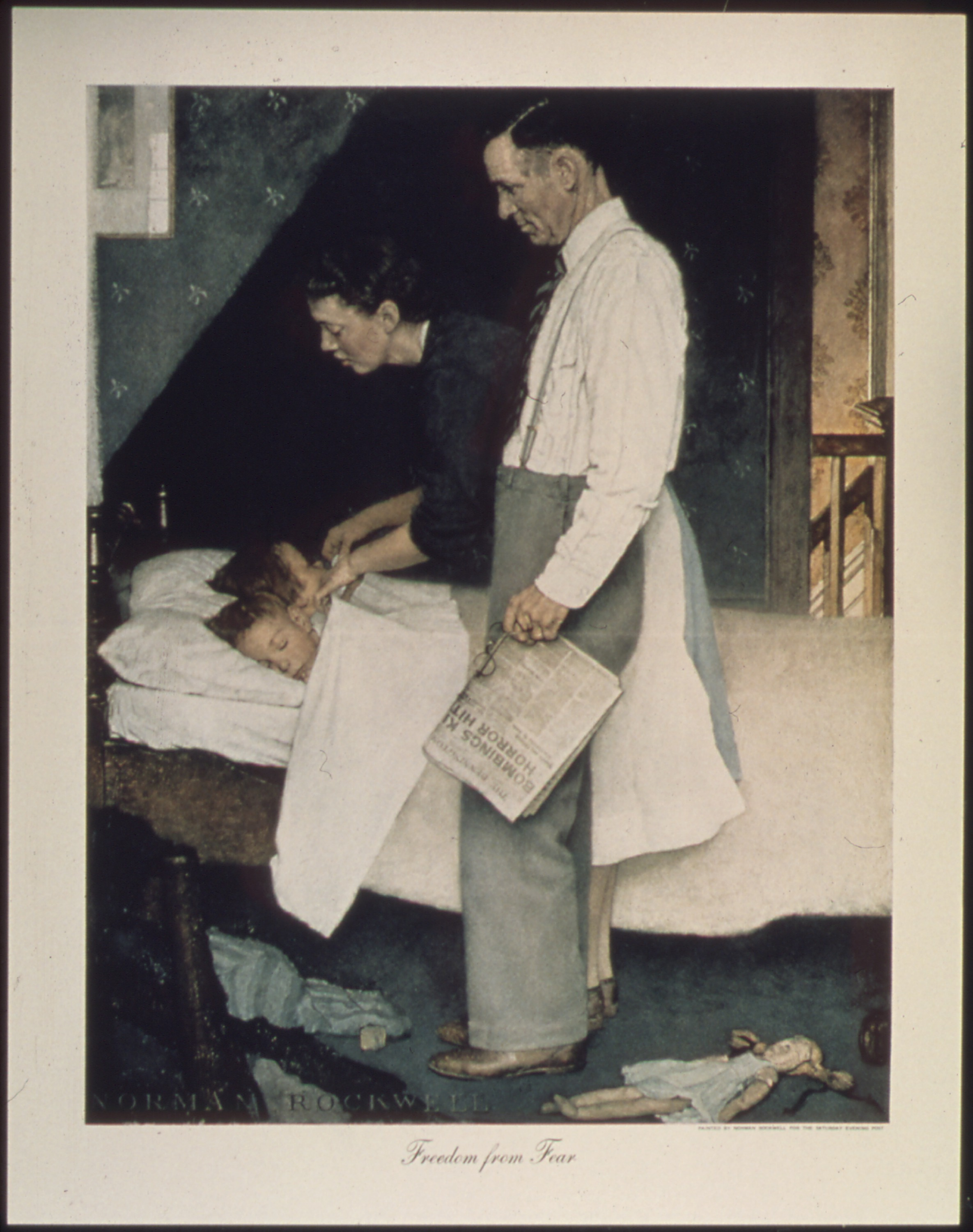
Freedom from Fear van schilder Norman Rockwell uit 1943

Vrijwaring van vrees - ook wel vrijwaring van angst genoemd - is een van de vier vrijheden die fundamenteel worden geacht voor een wereld waarin alle wereldburgers vrij en veilig kunnen zijn. Deze vier vrijheden werden geformuleerd door de Amerikaanse president Franklin Delano Roosevelt tijdens zijn State of the Union op 6 januari 1941, een toespraak die daarom meestal de Four Freedoms Speech wordt genoemd. Net als de andere drie door Roosevelt geformuleerde vrijheden - vrijheid van meningsuiting, vrijheid van godsdienst en vrijwaring van gebrek - is de vrijwaring van vrees een pijler onder de Universele verklaring van de rechten van de mens (UVRM) zoals die op 10 december 1948 door de Algemene Vergadering van de Verenigde Naties werd aangenomen. De vrijwaring van vrees wordt expliciet in de inleiding van de UVRM genoemd als richtinggevend ideaal.
In zijn speech verwoordde Roosevelt het vrijheidsideaal als volgt: 
"De vierde [essentiële vrijheid] is vrijwaring van vrees - wat, uitgedrukt op wereldschaal, een wereldwijde bewapeningsvermindering inhoudt naar een zodanig niveau en op zo'n grondige manier dat geen land meer in staat zal zijn een daad van fysieke agressie te plegen tegen welk buurland dan ook - waar ook ter wereld."
In 1943 schilderde Norman Rockwell zijn werk Freedom from Fear dat gebaseerd is op dit vrijheidsideaal en deel uitmaakt van een serie van vier schilderijen met de naam Four Freedoms.
Aung San Suu Kyi publiceerde in 1991 haar boek Freedom From Fear. In 1999 publiceerde de historicus David M. Kennedy het boek Freedom From Fear: The American People in Depression and War, 1929–1945.